# ميتشيكو إينوكاي
ميتشيكو إينوكاي (باليابانية: 犬養道子؛ بالكانا: いぬかい みちこ) هي كاتِبة وناقدة يابانية، ولدت في 20 أبريل 1921 في يوتسويا ‏ في اليابان، وتوفيت في 24 يوليو 2017 في هادانو في اليابان.